# Castle Kennedy (hrad)
Hrad Castle Kennedy je zřícenina věžového domu (donjonu) ze 17. století, asi 4,8 km východně od Stranraeru ve správní oblasti Dumfries a Galloway ve Skotsku, asi 0,80 km severně od vesnice Castle Kennedy. Hrad je památkově chráněn v kategorii A.

## Historie
První písemná zmínka je z roku 1480. Panství patřilo Kennedyům od roku 1482; hrad začal stavět v roce 1607 na místě dřívější tvrze John Kennedy, 5. hrabě z Cassilis. Po krátkém období v rukou Hamiltonů z Bargany přešel majetek kolem roku 1677 do rukou Dalrymplesů ze Stair. V roce 1716 hrad vyhořel a již nikdy nebyl obnoven.
Zámek Lochinch z roku 1864 se nachází asi 0,80 km severně a je sídlem hrabat ze Stair.

## Stavba
Hrad na půdorysu písmene E se původně nacházel na ostrově v jezeře. Hlavní blok (29x37 stop) má čtyři podlaží a podkroví, jsou zde dvě pětipodlažní předsazená čtvercová křídla a dvě sedmipodlažní rohové čtvercové věže. V jedné ze sedmipatrových věží se nachází hlavní točité schodiště. Třípodlažní křídla jsou pozdější přístavbou.
Ve zdech jsou prolomena velká okna, rovnoměrně rozmístěná, a střílny. Od hlavního vchodu vede suterénem klenutá chodba, která komunikovala s novodobým schodištěm v jihozápadní rohové věžičce. Všechny suterénní místnosti včetně velké kuchyně jsou klenuté.
Předpokládá se, že veřejné místnosti se nacházely uvnitř hlavního bloku, který měl v každé úrovni jednu velkou komoru. V křídlech se nacházela řada ložnic a přidružených komnat. Informace o hradbách nejsou k dispozici.

## Zahrada
Formální zahradu založil v letech 1730–1740 2. hrabě ze Stairu. Na výstavbě se podíleli vojáci s koňmi Royal Scots Greys a Inniskilling Fusiliers pod vedením vrchního zahradníka Thomase McAlla. Byla navržena s řadou alejí a průhledů. V roce 1841 8. hrabě požádal Johna Claudia Loudona o vytvoření zahrad podle původního plánu, který byl údajně nalezen ve starém zahradním domě. Další rozšíření provedl 10. hrabě v roce 1860. Zahrada byla osázena nově introdukovanými rostlinami hlavně rododendrony (z Himálaje dovezené sirem Josephem Hookerem) a dalšími stromy a rostlinami z Ameriky (nasbíral a dovezl William Lobb).
Anglický park kolem hradu má plochu 30 ha. Na jihu se nachází zahrada obehnaná zdí, která pochází z 18. století. V lesních porostech jsou provedené průseky, které jsou tvořeny alejemi jednodruhových porostů, celkem osmi alejí např. zeravů (Thuja plicata), blahočtu čilského, dubů cesmínových (Quercus ilex), buků (Fagus silvatica) či zbytků jedlí vznešených (Abies procera). Nachází se zde 21 stromů, které vyhrály v různých kategoriích, jako například nejvyšší, nejkrásnější, největší obvod nebo nejstarší strom v oblasti Dumfries and Galloway, ve Skotsku nebo ve Velké Británii.

## Galerie

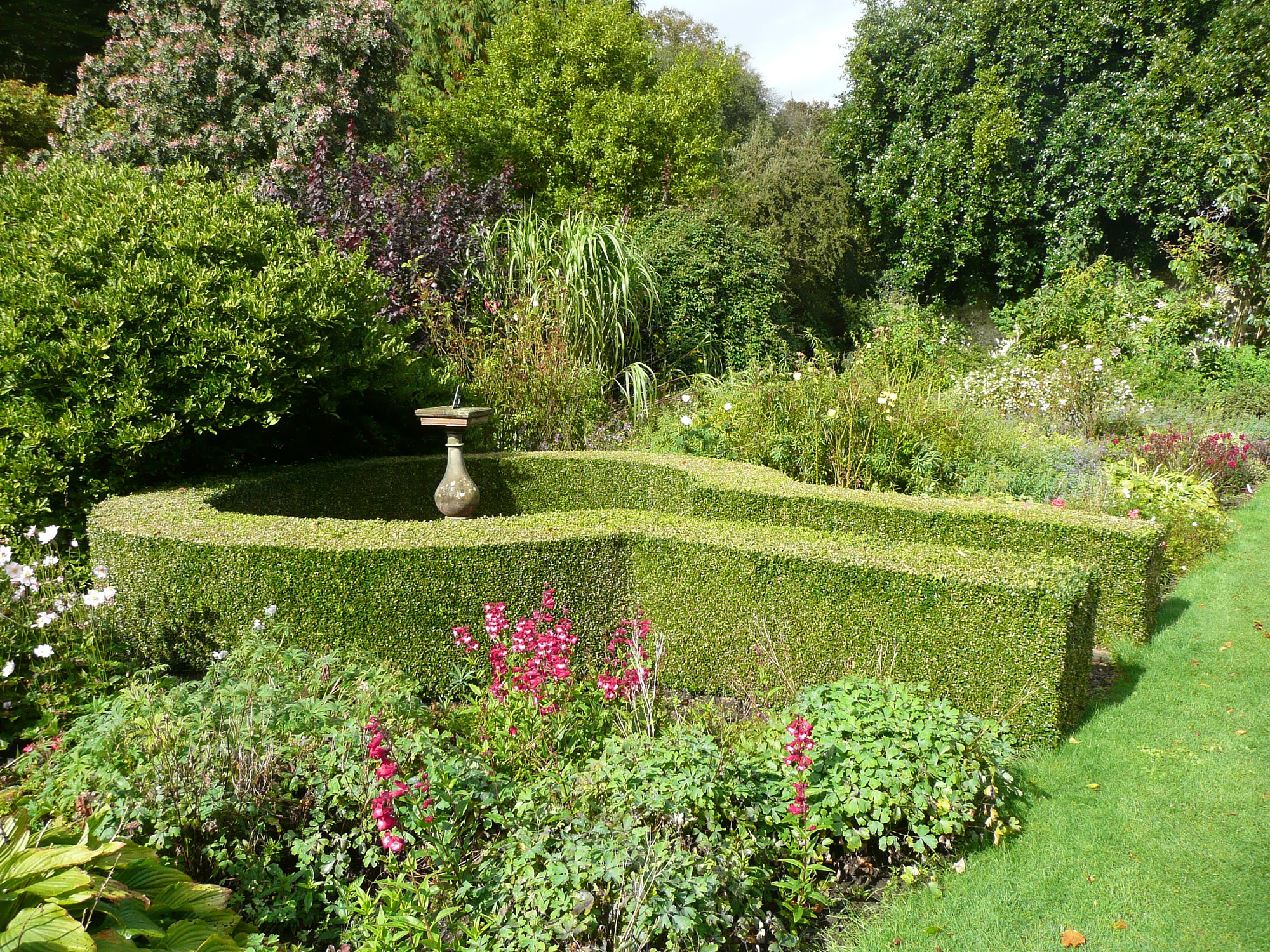
Sluneční hodiny ve zděné zahradě
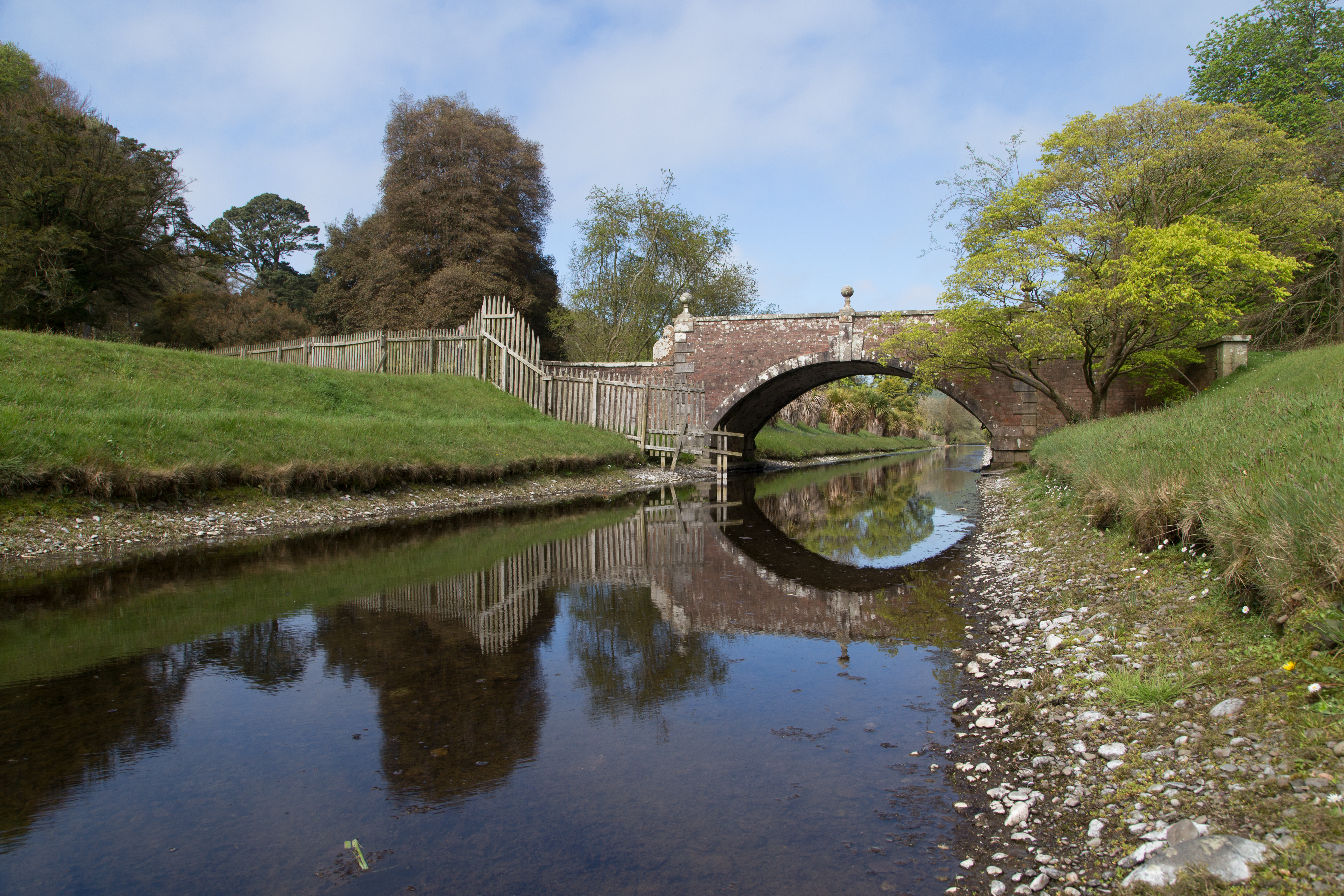
Kanál s kamenným mostem
Jezero s lekníny
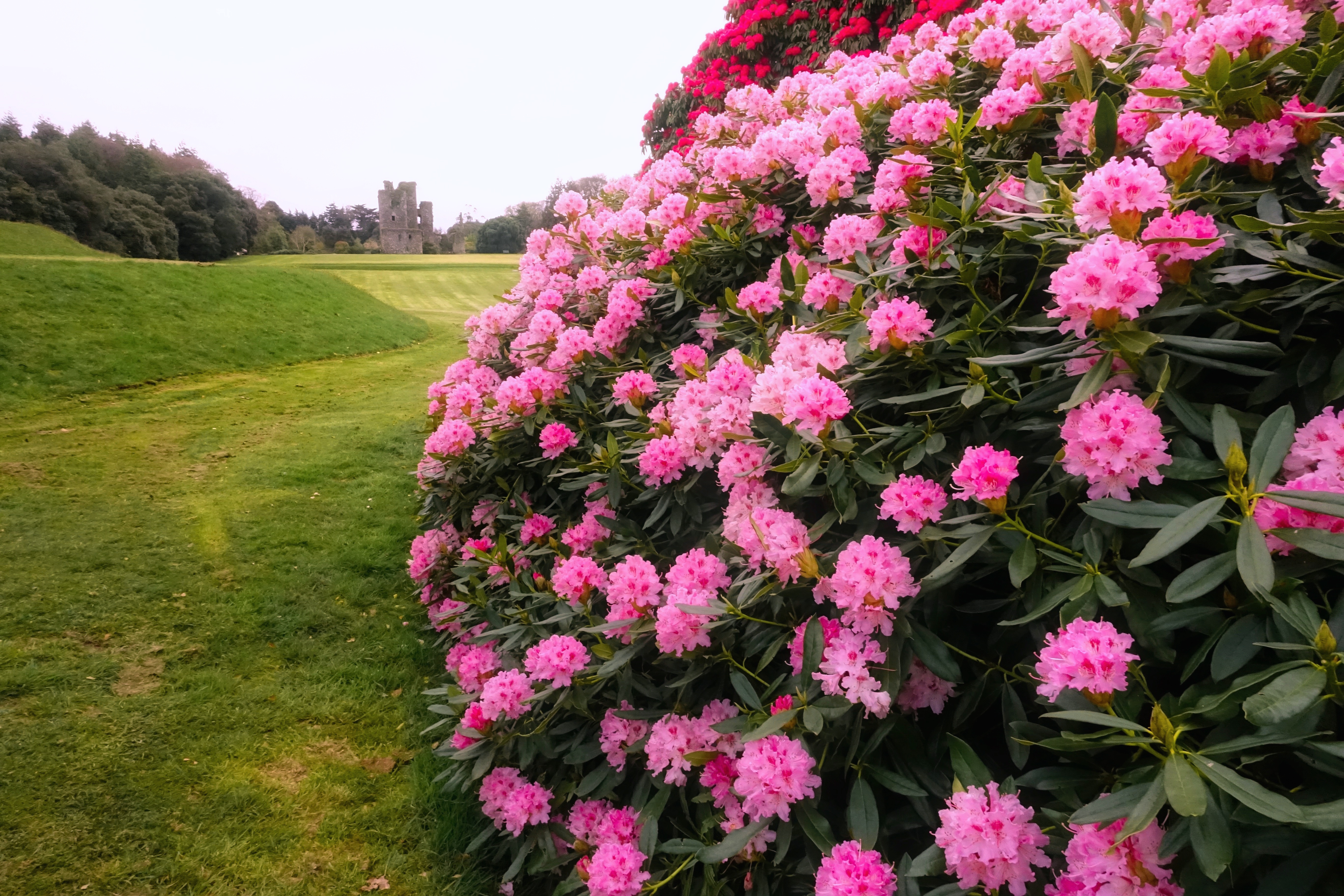
Rododendrony
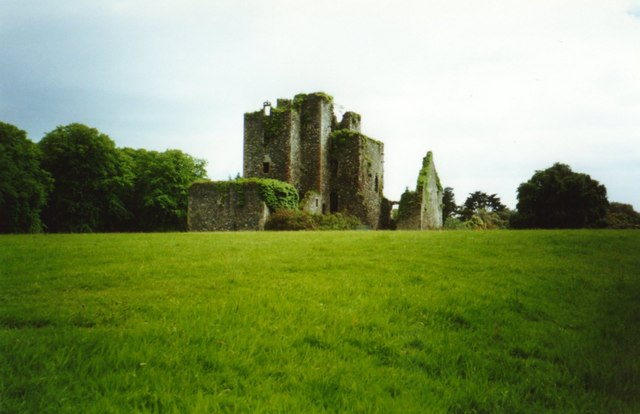
Ruina hradu Kennedy
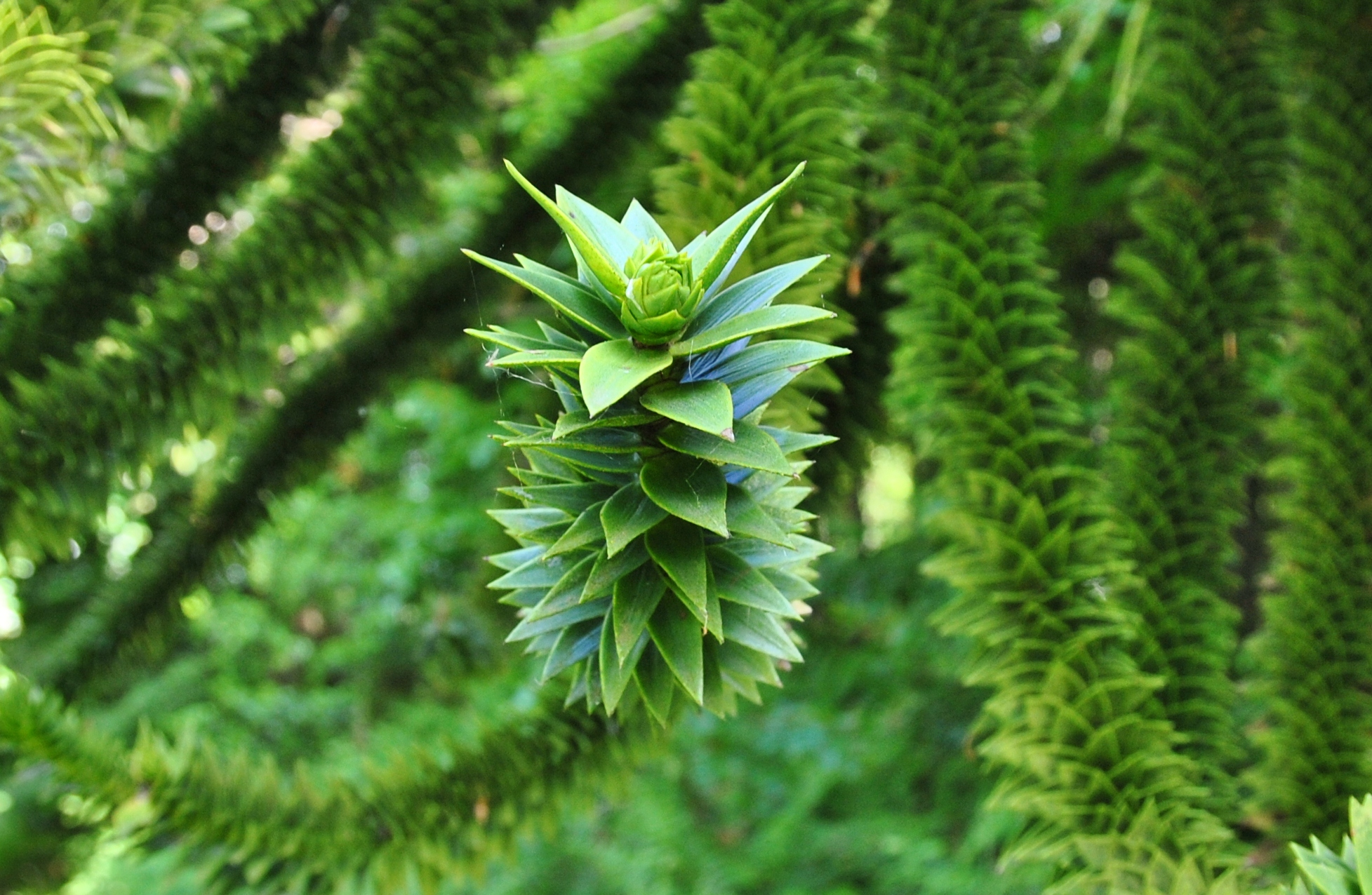
Blahočet čilský